# Дурень
Дурень (дурник, дурко, дурбецало) — дурна, нерозумна, недалека, інтелектуально обмежена людина.
В розмовній українській також використовують словосполучення: набитий дурень (безнадійний, заплішений), дурна голова, вісімнадцятий туман, мідний лоб (нерозумна і вперта людина), голова з вухами (людина, позбавлена кмітливості).
Дурень — простонародне позначення олігофрена (розумово відсталої людини).

## Приказки
- Дурень думкою багатіє.
- Вік живи, вік учись, а дурнем помреш.
- Вічна проблема розумного — не пошитися в дурні.
- Чужий дурень — сміх, а свій дурень — стид.
- Дурнем бути — не дуба гнути.
- Дурний і в Києві не купить розуму.
- Із ним говорить, так треба гороху наїстись.
- Дурному по пояс, а розумний сухим пройде.
- На що йому рушниця, коли він стріляти не вміє.
- З твоїм умом тільки в горосі сидіть.
- Дурний розумного, а п'яний тверезого не любить.
- Лоб широкий, а в голові тісно.
- Носить голову тільки для шапки.
- Голова як казан, а розуму ні ложки.
- Під носом зійшло, а в голові не посіяно.
- У нього горище без даху.
- Подивився дурний на дурного та й похитав головою.
- Що він дурень, так про це й рідна мати скаже.
- Дурнів ні орють ні сіють: самі родяться.
- Голова, як у вола, а все говорить мала.
- П'яниця проспиться, а дурень ніколи.
- Дурний та малий, що побачать, те й просять.
- Дурний і хату спалить, так огневі рад.
- Яким на світ показався, таким і під старість остався.
- У дурного розумний, як більмо на оці.
- Поки дурний наговориться, а розумний наробиться.
- Дурень киснить, а розумний мислить.
- За дурня несуть відповідь розумні.
- Як порожньо в голові, то порожньо і в руках.
- Нема в голові — нема і в гамані.
- Не дав Бог ума — найдеться сума.
- Як мама не вділила, то й коваль не викує.
- Дурневі дати волю — що дитині бритву.
- Дурню дай пошану, а він кричить: де я сяду.
- Хоч за гроші відкупись, а від дурня сторонись.
- Дурак такого нав'яже, що й розумний не розв'яже.
- Дурню і чорт дорогу дає.
- З дурнем вести розмову — що віять полову.
- З дурнем говорить — що об стіну горохом бить.
- У дурня бійкою ума не доб'єшся.
- Дурень ні до ради, ні до звади.
- Дурень думкою багатіє, а злиднем живе.
- В очах миготить, а в голові не світиться.
- Голова велика, а розуму мало.
- Голова кобиляча, а розум курячий.
- Великий до неба, а дурний як треба.
- Не має третьої клепки в голові.
- Пошли дурня по раки, а він жаб наловить.
- Ворона літає, а дурень голову задирає.
- Ані ївши, ані пивши, скачи дурню ошалівши.
- Поїхав у поле вітру шукати.
- Дурний не спить, а все йому сниться.
- Дурний та малий здебільшого кажуть правду.
- Дурень, у бочці сидячи, вовка за хвіст піймав.
- Не будь дурнів на світі, то й розуму б не стало.
- Цей не зійде з ума, бо нема з чого.
- Дурневі не страшно з ума зійти.
- Радий дурень, що найшов дурнішого за себе.
- Радий, як дурний в червоній шапці.
- З бороною по воду поїхав, а з ціпом рибу вудить.
- Чорт його не візьме, а Богові він не потрібен.
- За дурною головою і ногам біда.
- Дурень, а головою об стіну не б'є.
- Вискочив —- як дурень із конопель.
- Ворона й за море літає, та дурна вертається.